# Kris Bruton
Kris Marcus Bruton (nacido el 10 de enero de 1971 en Greenville, Carolina del Sur) es un exjugador de baloncesto estadounidense cuya carrera, truncada por una lesión, transcurrió sobre todo en el equipo de exhibición de los Harlem Globetrotters. Con 2,00 metros de estatura, jugaba en la posición de alero.

## Trayectoria deportiva

### Universidad
Jugó cuatro temporadas en los Tigers del Benedict College, en las que promedió 19,0 puntos, 9,7 rebotes y 2,6 tapones por partido. Ganó en 1994 el concurso de mates de la Final Four de la NCAA, algo que repetiría 9 años más tarde como miembro de los Harlem Globetrotters.

### Profesional
Fue elegido en la cuadragésimo novena posición del Draft de la NBA de 1994 por Chicago Bulls, pero no llegó a jugar en la liga. Pasó por Japón antes de regresar a su país para jugar en la USBL, y posteriormente en el San Lázaro de República Dominicana, en el Étendard de Brest francés, donde sólo disputó 6 partidos en los que promedió 15,8 puntos y 8,0 rebotes, y dos temporadas en el Enosis Neon Paralimni BC chipriota, donde en su primera temporada promedió 20 puntos y 10 rebotes por partido.
Tras su etapa en Europa, uno de sus entrenadores, Milton Barnes, recomendó su fichaje por el equipo de exhibición de los Harlem Globetrotters. Barnes había sido un antiguo entrenador y colaborador del equipo. Allí recibió el apodo de Hi-Lite, y durante 8 años recorrió docenas de países, llegando a jugar en portaaviones de la armada estadounidense, o sobre hielo en 2010, en el primer partido que un equipo profesional disputaba de esa manera.